# 小島なお
小島 なお（こじま なお、1986年8月31日 - ）は、日本の歌人。本名、横井直子。結社「コスモス」短歌会所属。結社内若手グループの「COCOON」にも参加している。母は歌人の小島ゆかり。夫は小説家の岡崎琢磨。

## 人物
東京都出身。1993年から1994年まで神経内科医である父親の仕事の都合でアメリカ合衆国に住む。母親で歌人でもある小島ゆかりの手伝いをしていて短歌に興味を持ち、青山学院高等部在学中から日経歌壇の高野公彦選歌欄に投稿をはじめる。
2004年、「乱反射」50首にて第50回角川短歌賞受賞。18歳での角川短歌賞受賞は大谷雅彦、立花開と並んで最年少タイ記録。
2007年の第1歌集『乱反射』で第8回現代短歌新人賞、第10回駿河梅花文学賞を受賞。同歌集は谷口正晃監督、桐谷美玲主演で映画化もされた。2007年「コスモス」に入会。2009年、青山学院大学文学部卒業。
2013年4月から『情報まるごと』（NHK総合）金曜日（2014年4月から木曜日）の短歌コーナー「やす短歌なお短歌」にレギュラー出演。2016年度および2020年度のNHK短歌選者を務めた。
居合道二段（無雙直傳英信流）。

## 著書

### 単著
- 第一歌集『乱反射』角川書店（発売：角川グループパブリッシング）、2007年8月。 ISBN 978-4-04-621773-8
  - 『乱反射』書肆侃侃房〈現代短歌クラシックス〉、2023年4月。ISBN　978-4-86385-574-8
- 第二歌集『サリンジャーは死んでしまった』角川書店（発売：角川グループパブリッシング）、2011年7月。ISBN　978-4-04-652477-5
- 第三歌集『展開図』柊書房、2020年4月。 ISBN 9784899754077）

### アンソロジー
- 『桜前線開架宣言：Born after 1970 現代短歌日本代表』山田航編著、左右社、2015年。ISBN 978-4-86528-133-0
- 『短歌タイムカプセル』東直子・佐藤弓生・千葉聡編著、書肆侃侃房、2018年。ISBN 978-4-86385-300-3
- 『現代短歌パスポート・2：恐竜の不在号』書肆侃侃房、2023年11月。ISBN　978-4-86385-599-1

### 歌書
- 『短歌部、ただいま部員募集中！』（千葉聡と共著）岩波書店〈岩波ジュニアスタートブックス〉、2022年。ISBN　978-4-00-027244-5